# Ed Sampson
Ed Sampson (eigentlich Edward Horace Sampson; * 23. Dezember 1921 in Fort Frances, Ontario, Kanada; † 26. August 1974 im Koochiching County, Minnesota) war ein US-amerikanischer Eishockeyspieler. Sein Sohn Gary Sampson nahm ebenfalls für die USA im Eishockey an Olympischen Winterspielen teil.  

## Karriere
Edward Sampson wuchs in International Falls, Minnesota, auf und spielte für mehrere Eishockeymannschaften im Amateurbereich. Für die US-amerikanische Eishockeynationalmannschaft nahm er an den Olympischen Winterspielen 1956 in Cortina d’Ampezzo teil, bei denen er mit seiner Mannschaft die Silbermedaille gewann.  

## Erfolge und Auszeichnungen
- 1956 Silbermedaille bei den Olympischen Winterspielen